# Jean-Claude Pertuzé
Jean-Claude Pertuzé (en occitan Joan-Claudi Pertusèr), né le 11 septembre 1949 à Lectoure (Gers) et mort à Valence (Drôme) le 26 avril 2020, est un graphiste, illustrateur et auteur de bande dessinée français.

## Biographie
Après avoir suivi des cours à l'École des beaux-arts de Toulouse, il exerce son activité entre l'illustration, la bande dessinée et la publicité. Il réalise des illustrations pour l'édition du dimanche de La Dépêche du Midi.

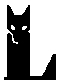
Logotype des éditions Loubatières (1982).

À partir de 1974, il publie des bandes dessinées courtes dans des fanzines, puis les magazines Circus (éditions Glénat), puis Métal hurlant (1977-1980), ainsi que Heavy Metal et d'autres éditions étrangères de la revue. Il collabore avec d'autres périodiques : L'Or Vert, Haga, Moto verte. Au cours de sa carrière, il collabore régulièrement avec les éditions Loubatière et des publications des éditions Milan.
Son œuvre est principalement consacrée à sa région d'origine, la Gascogne, avec un intérêt marqué pour les contes et la personnalité du folkloriste Jean-François Bladé (1827-1900), dont il adapte en BD certains Contes de Gascogne (1977), et présente et illustre les Nouvelles (2000). Il s'intéresse aussi aux Pyrénées dans leurs traditions et leur histoire (Les Chants de Pyrène, 1981-1984 ; Le Jour du Vignemale, 1987 ; Panthéon pyrénéen, 1990). Les contes licencieux populaires sont à l'origine de la « trilogie érotico-agricole » Galipettes (1985), Culbutes (1987) et Capotages (1994), plusieurs fois réédités.
En 1984 et pendant presque un an, il écrit des textes dits quotidiennement sur Sud Radio, sur le thème des contes et légendes : Le Crayon voyageur.

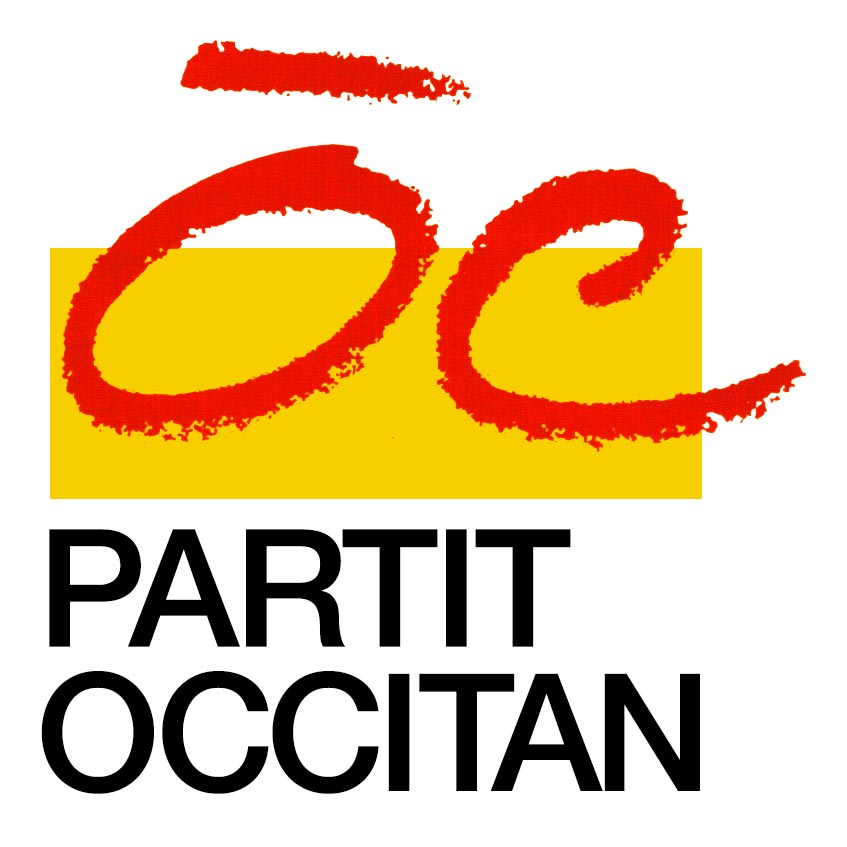
Logotype du Partit occitan (1987).

Le 19 juillet 1987, il monte au sommet du Vignemale (3 298 m) pour y écrire et dessiner le portfolio de 32 planches de bande dessinée, Le jour du Vignemale, dans la journée et la nuit du 19 au 20, dans la grotte Russell du Paradis. Imprimé dans la foulée, le portfolio est dédié à Cauterets les 22 et 23 juillet. Une version totalement nouvelle, en format « manga » (16 × 24 cm) et en couleurs, Vignemale, l’autre jour, paraît en mai 2011.
En 2003 et 2004, à la suite de l'adaptation par la troupe Humani Théâtre de la BD L'Apôtre zéro, il écrit plusieurs scènes basées sur l'histoire de la ville de Béziers, jouées dans les rues et différents lieux de la ville pendant la saison estivale : Le Cœur mangé, L'Agitateur du Languedoc, ainsi que La Lanterne, une adaptation des textes d'un journaliste local du XIXe siècle.[réf. nécessaire]
Depuis 1985, il pratique régulièrement l'animation de séminaires et congrès par le dessin en direct. Il réalise des dessins de presse pour des journaux et magazines grand public et spécialisés (La Dépêche du Midi, Tournesol, Les Clés de l’Actualité, Pyrénées Magazine, Le Journal de l’Animation, Généalogie française) ainsi que des revues de collectivités, l'histoire de Colomiers,  ou d’entreprise. Affichiste, il a réalisé les affiches du Printemps des Courges, festival d'humour de Toulouse (1990-1994), du festival d'orgues de Barbarie de Montesquieu-Lauragais (1992-2004), du festival Jazz'Velanet (1993-1996), du festival de théâtre à Grimone, dans la Drôme (2006-2012), la fête médiévale de la Saint-Jacques de Saint-Bertrand-de-Comminges (2015-2016), etc.[réf. nécessaire]
En mai 2011, il est l'invité d'honneur du festival BD-Comminges à Saint-Gaudens (Haute-Garonne) à l’occasion de la sortie d’une version remaniée du Jour du Vignemale, sous forme d’un album au format « manga », en couleurs : Vignemale, l’autre jour.
En novembre 2014, il est invité au premier Salon de la bande dessinée basque à Bilbao et y donne une conférence sur la BD en Occitanie (Dessenhar en occitan).
Il est le père de deux filles.
Jean-Claude Pertuzé meurt le 26 avril 2020 à Valence, à l’âge de 70 ans,.

## Publications

### Presse
- La Dépêche du Midi, illustrations (1971, 1989), bande dessinée (1984)
- Fanzines L’Ort vert, Haga, bandes dessinées (1974)
- Circus, éditions Glénat, bande dessinée (1985)
- Métal hurlant, éditions Humanoïdes associés, bandes dessinées (1978, 1979, 1980)
- TMP, Toulouse, Les histoires de Papi Repapiol, bandes dessinées (1978-1980)
- L’Autan, Toulouse, Aventures de M. de Bistodénas, bandes dessinées (1986)
- Tournesol, Toulouse, illustrations, bandes dessinées
- Les Clés de l’actualité, Mikado, Pyrénées Magazine, éditions Milan Presse, Toulouse, illustrations

### Bande dessinée
- Contes de Gascogne d'après  J.-F. Bladé, 1977 (auto-édition), 1980 (Les Humanoïdes Associés), 2000 (Loubatières).
- Les Chants de Pyrène[b], éditions Loubatières, 4 vol., 1981-1984, rééd. intégrale 2003. Prix Patou d'Aure Jeunesse au Festival du Livre d'Aure, Saint-Lary-Soulan, 2010.
- (collectif) Brassens, 1957-1962 : l'Amandier (2 planches), Vents d'Ouest, 1990
- Galipettes, éd. Loubatières, 1985
- Culbutes, éd. Loubatières, 1987
- Capotages, éd. Loubatières, 1994
- Le Jour du Vignemale, éd. Loubatières, 1987
- L'Apôtre Zéro, éd. Loubatières, 1993
- La fille du Capitoul, éd. Loubatières, 2004
- Mirguette et Toustounet, éd. Loubatières, 2005
- Vignemale, l’autre jour, Toulouse, Éditions ED, 2011.  (ISBN 979-10-90418-00-4)
- Black Mountain, Le Louglier, Toulouse, Black Mountain Compagnie, 2013.
- Voyage au centre des Pyrénées, collectif, Saint-Gaudens, éditions Abelio, 2014

### Livre illustré
- Marcèu Esquieu, E nos fotèm d'èstre mortals, IEO
- Marius Noguès, Petite Chronique de la Boue, éditions Plein Chant, Brassac, 1990
- Raoul Lambert, Chroniques démoniaques et drolatiques, Toulouse, éd. Loubatières, 1987
- Christian Cau, Petite histoire de Toulouse, Loubatières
- Michel Taillefer, La Révolution à Toulouse, Loubatières, 1989
- Olivier de Marliave et Jean-Claude Pertuzé, Panthéon Pyrénéen, Toulouse, éditions Loubatières, 1990
- Jean-Claude Ulian, Sorcières et sabbats de Gascogne, Loubatières
- Jean-Claude Ulian, Gascogne céleste, Loubatières, 1999
- Daniel Defoe, Joseph Ribas, Robinson Crusoé dans les Pyrénées, éd. Loubatières, 1995
- Gloires de Gascogne, éd. Loubatières, 2000
- Jean-François Bladé, les Nouvelles, présentation et illustrations, éd. Loubatières, 2000
- Bernard Vavassori, A Bisto de Nas, éd. Loubatières, 2002
- Charles Daney, Hilh de Pute Macarel, éd. Loubatières, 2003
- Jacques Bernadou, Les Carnets de Bernadou, Toulouse, Loubatières.
- Bernard Vavassori, La Bise et l'Autan, éd. Loubatières, 2005
- Joseph Ribas et Pere Verdaguer, Caram ! Aixo me mira, éd. Loubatières, 2004
- Didier Alibeu, Amour courtois et Libertinage, éd. Loubatières, 2004
- Bernard Bertrand, L'Herbier érotique, Toulouse, Plume de Carotte, 2005
- Jean-Claude Ulian, Gascons à table, Art-Média,  Prix Prosper Estieu 2007
- Frantz-E. Petiteau, Contes, légendes et récits de la vallée d'Aure, éd. Alan Sutton, 2006
- Jean-Claude Ulian, Jean-Claude Bourgeat, Sur les pas de Bladé, Art-Média, 2008
- Jean-François Bladé, Contes populaires de la Gascogne, Aubéron (2008)  (ISBN 978-2-84498-129-5) : illustration de couverture et frontispice.
- Charles Mouly, Mon sabot de verre, éditions du Raffût, Toulouse, 2008
- Frantz-E. Petiteau, Contes, légendes et récits du Louron et des Bareilles, Provinces Mosaïques, éditions Alan Sutton, 2009
- Yves Azéroual, L'Anniversaire, Paris, Éditions du Moment, 2012, illustration de couverture.
- Louis Lambert, Contes populaires du Languedoc, Aubéron, 2012, illustration de couverture.
- François Amédée Doppet, Traité du Fouet, ou Aphrodisiaque externe, Toulouse, Éditions Ed, 2013.
- Jean-Paul Tibéri, Le Dernier Voyage, Espérausses, éditions Regards, 2015.
- Lidia Estanc, Le Guide des prénoms occitans, Institut d’Estudis occitans, 2015
- Jean-Claude Ulian, Destins croisés (1914-1918), Arphilvolis, juillet 2016 : illustration de couverture
  - Auteurs variés, Collection Contes traditionnels, Toulouse, éditions Milan : illustrations de couverture.
  - Auteurs variés, Collection les Essentiels Milan, Toulouse, éditions Milan : illustrations intérieures

### Publication jeunesse
- Le conte de Jean de l'Ours, texte et illustrations, éd. Loubatières, 1988
- Rampono, texte et illustrations, éd. Loubatières, 1992. Prix Beaugency 1993
- Michel Piquemal, Les Petites Mains, éd. Épigones
- Michel Piquemal, Gros-Louis, éd. Épigones
- Bos de Bénac, texte et illustrations, éd. Loubatières
  - Bòs de Benac, édition en occitan
- Pyrène, texte et illustrations, éd. Loubatières
  - Pirena, édition en occitan
- Dame Carcas, texte et illustrations, éd. Loubatières
  - Dama Carcas, édition en occitan
  - Lady Carcas, édition en anglais
- Claude Marti, Trencavel, éd. Loubatières
- Gérard Boutet, Pierrot et le secret des cailloux à feu, éd. Le Patio, 1999
- Geneviève Noël, Malika la petite indienne, éd. Milan, 1999
- Lionel Hignard et Françoise Lemonnier, Julot sur le Canal du Midi, éd. Loubatières, 2001
- Frédéric Lisak, Activités Nature pour les 5-8 ans, Casterman, Bruxelles, 2003
- Frédéric Lisak, Le Voleur de Temps, Plume de Carotte
- Mirguette et Toustounet, éd. Loubatières, 2005
- Collectif, Petites Créations et récréations, Casterman, Bruxelles, 2007
- Lire un conte à la carte, coffret de 8 cartes illustrées de 3 contes classiques, adaptation du texte et illustrations, 4 coffrets parus, éditions J’ed, Toulouse, 2012-2013

## Expositions personnelles
- En passant par la Gascogne (avec mes gros sabots), bibliothèque interuniversitaire du Mirail, Toulouse, 1979
- Le Robinson des Pyrénées, Château des Nestes, Arreau, 1995 ; centre Saint-Cyprien, Toulouse
- Les Ormes, route de Saint-Simon, Toulouse, février-mars 2000
- Festival BD Comminges, Saint-Gaudens, 2011
- Le monde de Pertuzé, Vieille Église, Saint-Clar (Gers), juin 2014
- Mon Petit PERTU, le Falcou Colomiers (31), août 2023

## Prix
- Prix Prosper-Estieu 2006[9].